# Гемба
Гемба (Гымба, укр. Ґе́мба (Ґи́мба), русин. Ґымба; высота 1491 м) — одна из наивысших гор массива Полонина Боржава, расположена в юго-западной части массива в пределах Закарпатской области. У подножия берут начало два поселка: Пилипец и Подобовец (15 и 12 км от Воловца и 30 км от Межгорья). Вершина горы куполоподобная, выгнута месяцем. На Гембе расположен один из известнейших водопадов Украины — Шипит (Шипот). Гемба является объектом туризма. На ней действует 8 подъёмников для горнолыжников. Второй по высоте горнолыжный курорт Украины после курорта Драгобрат и имеет самую длинную украинскую горнолыжную трассу, приблизительно 3,5 км.
Этимология
Украинское слово "ґемба" означает "губа" и является заимствованием из польского языка, где польское  "gęba" имеет то же значение.